# تنسورفلو
تنسورفلو (انگلیسی: TensorFlow) یک کتابخانهٔ نرم‌افزاری متن‌باز برای یادگیری ماشین در انواع مختلف وظایف مفهومی و زبان است که در حال حاضر توسط ۵۰ تیم تحقیقاتی و محصولات مختلف گوگل از جمله بازشناسی گفتار، جی‌میل، گوگل فوتوز و جستجو که بسیاری از آن‌ها سابقاً از دیست‌بلیف استفاده کرده بودند، استفاده می‌شود. تنسورفلو در آغاز توسط تیم گوگل برین مرکز تحقیقاتی گوگل به صورت داخلی استفاده می‌شد ولی بعدها در ۹ نوامبر ۲۰۱۵ تحت مجوز آپاچی منتشر شد.
تنسورفلو را می‌توان از بسیاری از پلفرم‌‌های زبان‌های برنامه نویسی استفاده نمود، از جمله به طور شاخص در زبان‌های برنامه‌نویسی پایتون و سی پلاس پلاس و جاوا و جاوا اسکریپت این آزادی عمل باعث شده از تنسورفلو در بسیاری از اپلیکشن ها استفاده نمود.
دلایل زیادی نظیر اینکه تصاویر طیف خاکستری در کامپیوتر معمولاً به صورت ماتریس‌های n∗m ذخیره می‌شوند (تصاویر رنگی با ابعاد بیشتر مانند n∗m∗3) و وقتی ما دسته‌ای از تصاویر داریم (مثلاً k تصویر)، مجبوریم ابعاد ماتریس‌ها را به صورت n∗m∗k (در تصاویر رنگی n∗m∗3∗k) افزایش دهیم، سبب شدند که در طراحی تنسورفلو از داده ساختار تنسور برای نگهداری مقادیر و نوع داده متغیرها استفاده شود. اما مهم‌ترین دلیل استفاده تنسورفلو از تنسورها، در حقیقت سهولت مدیریت وزن‌ها و مقادیر نورون‌ها در لایه‌های مختلف در شبکه‌های عصبی عمیق و یادگیری عمیق است .